# Ousmane Soumano
Ousmane Soumano (ur. 31 grudnia 1973) – malijski piłkarz grający na pozycji napastnika. W swojej karierze rozegrał 4 mecze w reprezentacji Mali.

## Kariera klubowa
W swojej karierze piłkarskiej Soumano grał w takich klubach jak: Stade de Reims (1991-1992), USL Dunkerque (1992-1993), Zamalek SC (1993-1994), Racing CF (1994-1995) i CS Sedan B (1995-1996).

## Kariera reprezentacyjna
W reprezentacji Mali Soumano zadebiutował 23 lutego 1994 roku w zremisowanym 0:0 towarzyskim meczu z Ghaną, rozegranym w Bamako. W 1994 roku został powołany do kadry na Puchar Narodów Afryki 1994. Na tym turnieju zagrał w trzech meczach: ćwierćfinałowym z Egiptem (1:0, strzelił w nim gola) , półfinałowym z Zambią (0:4) i o 3. miejsce z Wybrzeżem Kości Słoniowej (1:3). W kadrze narodowej rozegrał 4 mecze, wszystkie w 1994 roku.